# Ryn
Ryn (niem. Rhein, prus. Rins) – miasto w północno-wschodniej Polsce, w woj. warmińsko-mazurskim, w powiecie giżyckim, siedziba gminy miejsko-wiejskiej Ryn.
Według danych GUS z 1 stycznia 2024 r. Ryn liczył 2678 mieszkańców.

## Położenie
Ryn leży na Mazurach, na obszarze historycznej Galindii. Położony jest nad dwoma jeziorami: Ryńskim i Ołów.
Nad jeziorem Ryńskim znajduje się promenada wraz z przystanią Ekomarina, natomiast nad jeziorem Ołów znajduje się plaża i ścieżka spacerowo-rekreacyjna o długości 4250 m okalająca jezioro.

## Historia

### Początki miasta
Najstarsze ślady obecności ludzkiej na terenie gminy Ryn sięgają epoki neolitu (4500–1700 lat p.n.e.). Podczas prac wykopaliskowych w miejscowości Jeziorko odkryto wyroby kamienne z tego okresu. Każda następna epoka pozostawiała coraz więcej śladów. Wyroby z epoki brązu (700–600 r. p.n.e.) i charakterystyczne dla tego okresu kurhany odkryto w Sterławkach Wielkich. Z końca ub. ery znane są pojedyncze kurhany i cmentarzyska kurhanów z Orła, Skorupek i Sterławek Wlk. Na ten okres datowane są również osady obronne budowane na wzniesieniach (Jeziorko, Orło) i osady nawodne (Knis).
Po raz pierwszy w źródłach pisanych wspomina mieszkańców tych ziem – Prusów, ok. I w. n.e. Tacyt. Klaudiusz Ptolemeusz zaś mówi już o plemionach pruskich, wymieniając m.in. Galindów, którzy zamieszkiwali teren dzisiejszej gminy Ryn. To mające swoje oryginalne obrzędy, tradycje i wierzenia pogańskie plemię zostało przetrzebione i unicestwione przez przybyłych tu na początku XIII w. Krzyżaków. W efekcie tych działań cała porośnięta gęstą puszczą okolica została wyludniona. Akcję kolonizacyjną przeprowadzono dopiero w XV i XVI w., sprowadzając na te tereny głównie chłopów polskich z Mazowsza. W tym czasie powstały prawie wszystkie istniejące do dziś na terenie gminy wsie.
Około 1283 w miejscu osady Galindów Krzyżacy budują niewielką drewnianą strażnicę Rhein. Najstarsze informacje o Rynie pochodzą z Kroniki Wiganda z Marburga z 1377 r., który to rok przyjmuje się za początek budowy ryńskiego zamku (niektóre źródła podają 1376 r., a prace archeologiczne sugerują, że nastąpiło to o całe 100 lat wcześniej), w 1393 zostaje ustanowiona komturia ryńska.
Zamek zaczęto budować około 1377 r. w miejscu istniejącego w tym miejscu wcześniej grodu plemienia Galindów. Warownia powstała na wzgórzu, na planie prostokąta o wymiarach 44×52, pomiędzy dwoma jeziorami, z których jezioro Ołów stanowiło naturalną fosę. Legenda głosiła, że jezioro i zamek przypominały Krzyżakom rzekę Ren (Rhein) i zamki nad nią stojące – stąd być może wzięła się nazwa Ryn. Oprócz funkcji militarnych zamek pełnił rolę administracyjno-gospodarczą, zaopatrując Zakon Krzyżacki m.in. w ryby, miód i mięso dzikiej zwierzyny.
Zamek budowano na siedzibę prokuratora podległego komturstwu brandenburskiemu. Jednakże w roku 1393 Ryn został nagle stolicą okręgu zwanego komturstwem (zamiast planowanych Barcian), pomimo że zamek nie miał jeszcze wtedy piętra. Zrezygnowano wówczas z budowy jednego z zamkowych skrzydeł, aby szybciej wykończyć powstałe już budynki. Pierwszym ryńskim Komturem był od 1394 r. Fryderyk von Wallenrode brat Konrada von Wallenrode, wielkiego mistrza zakonu krzyżackiego, którego postać skłoniła Adama Mickiewicza do napisania poematu Konrad Wallenrod. Ryn był siedzibą komturstwa do 1422 r., gdy na 46 lat ponownie stał się siedzibą prokuratorii. Po II pokoju toruńskim od 1468 r. Ryn został ponownie siedzibą komturstwa. W poł. XV w. zamek nie oparł się oblężeniu przez powstańców Związku Pruskiego, którzy opowiadali się po stronie Polski. Ocalałych, zbiegłych Krzyżaków topiono w okolicznych jeziorach i bagnach.
W krzyżackie władanie zamek powrócił po niespełna roku, odbity przez zaciężne wojska krzyżackie. Po sekularyzacji Zakonu Krzyżackiego tereny, na których znajduje się zamek, stały się lennem Królestwa Polskiego. W związku z tym, w 1525 r., zlokalizowano na zamku starostwo. Po tym wydarzeniu znacznie rozbudowano zamek. Powstała okrągła wieżyczka wewnętrzna i skrzydło południowe z przejazdem bramnym. W 1657 r. na Ryn najechali Tatarzy hetmana Gosiewskiego, którzy spalili zamek.
W 1752 r. budowla przestała być rezydencją wójtów łowczych i stała się własnością prywatną. W 1794 r. została wystawiona na licytację. W 1853 r. zamek kupiła rejencja w Gąbinie i przebudowała go na więzienie. W 1881 r. miał miejsce pożar, po którym rozpoczęto kolejną przebudowę. Prace budowlane ciągnęły się aż do 1911 r.
W latach 1939–1945 Niemcy urządzili w zamku więzienie karne dla polskich robotników przymusowych. W 1942 r. stworzono w nim obóz dla Belgów, Czechów, Francuzów i Norwegów. Po 1945 roku zamek był siedzibą urzędu miejsko-gminnego, domu kultury, biblioteki i muzeum, które mieściły się w nim do roku 2000. Obecnym właścicielem zamku jest Andrzej Dowgiałło. W dniu 6 sierpnia 2006 roku otwarto na zamku hotel.

### Rozwój miasta
Wraz z zamkiem rozwijała się osada (podzamcze), która dała początek przyszłemu miastu. Komturowi podlegała wówczas flota rybacka, młyn oraz istniejąca w latach 1412–1420 huta żelaza. W 1455 Ryn był jednym z ośrodków powstania ludności puszczańskiej, bartników, drwali, myśliwych i tzw. wolnych chłopów. Pod koniec 1455 oblegli oni miasto, gdzie zostali zaskoczeni przez wojska von Schliebena idące z odsieczą. Wywiązała się bitwa z ciężko zbrojnym rycerstwem, w której poległo 500 wolnych chłopów i 11 zaciężnych krzyżackich, a powstańcy zostali rozgromieni. Ok. 1485 podzamcze otrzymało prawo osiedla targowego, co w znacznym stopniu przyczyniło się do jego rozwoju. W XVI w. Ryn stał się centrum administracyjno-osiedleńczym. Po likwidacji zakonu i utworzeniu na tych ziemiach świeckiej państwowości Prus Książęcych (do 1657 r. lenna Królestwa Polskiego), ustanowiono tu siedzibę starostwa. Najazd Tatarów w 1657 doprowadził do zniszczenia zabudowy, wymordowania i wzięcia w jasyr części mieszczan i zahamowania dalszego rozwoju miasta. Ocalał jedynie zamek. Pół wieku później epidemia dżumy dokonała tak wielkich spustoszeń, że niektóre wsie wyludniły się niemal całkowicie. Pozostali przy życiu mieszkańcy opuszczali swoje domostwa chroniąc się w pobliskich lasach.
Bodźcem do dalszego rozwoju Rynu stała się zmiana jego statusu. Król Prus Fryderyk Wilhelm I nadał 21 lipca 1723 roku prawa miejskie dla Rynu. Od tego roku Ryn posiadał Radę Miejską z burmistrzem na czele oraz ławę, czyli sąd miejski. Wybrukowano ulice, ustawiono urządzenia przeciwpożarowe i wagę publiczną. Przybywającym tu osadnikom oferowano wiele przywilejów. Przyznawano bezpłatnie plac pod budowę domu, pokrywając jedną trzecią kosztów. Zezwalano na bezpłatny wyrąb drzew itd.
W 1806/07 w mieście przebywali żołnierze francuscy.

### Okres germanizacji
Do końca XVIII w. w Rynie i okolicach tradycyjnie przeważali polscy ewangelicy. W 1724 nabożeństwa w Rynie odprawiano wciąż wyłącznie w języku polskim. W XIX w. w samym mieście proporcje etniczne zaczęły ulegać istotnej zmianie ze względu na rozwój państwowej administracji i szkolnictwa, a także procesy gospodarcze. Państwo pruskie, a potem niemieckie zaczęło rozwijać także świadomą politykę germanizacyjną, spychając gwarę mazurską do zamkniętych środowisk wiejskich. W połowie XIX w. stosunek ludności polskiej do niemieckiej wynosił już tylko 2:1. Mimo polskich korzeni kulturowych Mazurowie prezentowali lojalny stosunek wobec państwa pruskiego – podczas ogłoszonego w 1920 r. plebiscytu narodowościowego za Polską nie padł ani jeden głos. Mimo germanizacji, nabożeństwa w języku polskim odprawiano w Rynie do pożaru kościoła w 1940 r.
W roku 1923 przewodnik po Mazurach notuje:

Ryn, miasteczko zniemczone o 2200 mieszkańcach zwane też po polsku Ryno (...) Prócz połączenia kolejowego do Rastemborka (obecnie Kętrzyn) ma Ryn jeszcze połączenie omnibusem pocztowym do Sterławek, a w lecie parowcami do Lecu (obecnie Giżycko), Mikołajek i Rucian (...) Prócz zamku zabytków nie ma – odznacza się natomiast malowniczym położeniem na wzgórzu między dwoma jeziorami...

Z czasem socjaldemokraci zdobyli parę mandatów w Radzie Miejskiej Rynu, a w wyborach do Reichstagu 1924 i 1928 roku zyskali ponad trzecią część ogółu głosów. W 1930 roku także komuniści odnotowali pierwszy sukces. W wyborach z 5 marca 1933 roku, już po dojściu Hitlera do władzy, na 1111 ważnych głosów oddanych w Rynie, socjaldemokraci zyskali 140, a komuniści 118.
Początek XX wieku nie zmienił zbytnio wyglądu miasta. Nowych budynków wznoszono bardzo mało. Miasto nie miało sali kinowej ani stałego kina. Z zakładów użyteczności publicznej zbudowano gazownię, podstację elektrowni i wodociągi. II wojna światowa przerwała rozwój miasta.

### Okres powojenny
W 1945 roku z 21 na 22 stycznia zarządzono ewakuację ludności. Wojska radzieckie wkroczyły do Rynu 27 stycznia 1945 roku. W domach z miejscowych zostali tylko starcy. Niektóre budynki spłonęły. Wyglądem swym straszyły mury kościoła. Do miasta powróciła część zasiedziałych tu Mazurów. Przybyli też ze swoimi rodzinami robotnicy przymusowi i byli więźniowie zamkowych cel, których hitlerowcy nie zdążyli wymordować. Powstała radziecka komendantura miasta Ryn. 22 lipca 1945 roku ustanowiono stałą władzę polską. Jesienią 1946 roku, gdy życie się unormowało, komendantura radziecka opuściła miasto. Wznowiona została nauka w szkole (istniejącej od 1529 roku) i organizowane były kursy "repolonizacyjne" dla Mazurów. Istniała też poczta i nadleśnictwo. Powstały liczne placówki handlowe i usługowe. Zamek pokrzyżacki co jakiś czas zmieniał właścicieli i ciągle był tylko częściowo wykorzystany. Uruchomiona została kolejka wąskotorowa i komunikacja PKS. Od 16 stycznia 1949 roku działać zaczęła biblioteka miejska. Powstała też Spółdzielnia Pracy Inwalidów „Zorza”. Utworzone zostały także: ośrodek zdrowia z izbą porodową, apteka, ośrodek weterynaryjny. Wyremontowano przystań dla statków i utworzono kąpieliska. Społeczeństwo miasta systematycznie co roku pracowało nad jego upiększaniem. Rozrosła się szkoła. Uruchomiono Dom Kultury, ułożono asfalt na trasie Ryn – Olsztyn i Ryn – Sterławki. Autobusy rozpoczęły regularne kursy.
W latach 1975–1998 miasto administracyjnie należało do województwa suwalskiego.

## Zabytki
Zabytki w Rynie:
- Pokrzyżacki zamek wzniesiony na wzgórzu w centrum miasta około 1337 roku.,
- Wiatrak typu holenderskiego z drugiej połowy XIX w.,
- Wieża ciśnień z XIX w.,
- Kaplica ewangelicko-augsburska z XIX w.,
- Cmentarz poniemiecki z XVIII/XIX w.,
- Stary młyn z XIX w. (obecnie część Zamku),
- Podziemny, średniowieczny kanał łączący jeziora Ołów i Ryńskie (woda spływająca z jeziora Ołów napędzała krzyżacki młyn – różnica poziomów pomiędzy tymi jeziorami to prawie 8 metrów na odcinku ok. 200 metrów),
- Zabytkowe kamienice i domy z początku XX w.

Wybrane zabytki miasta
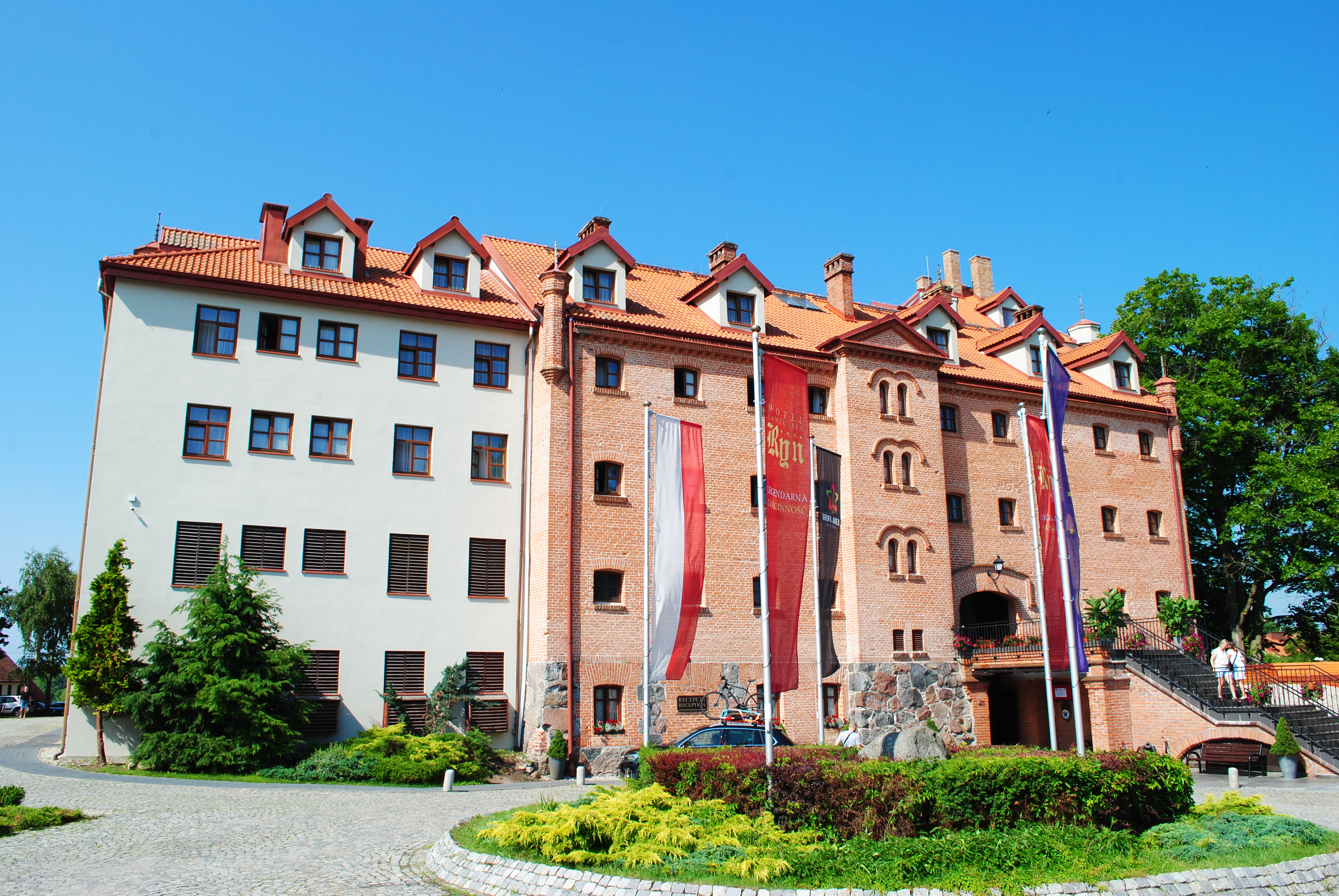
Zamek w Rynie
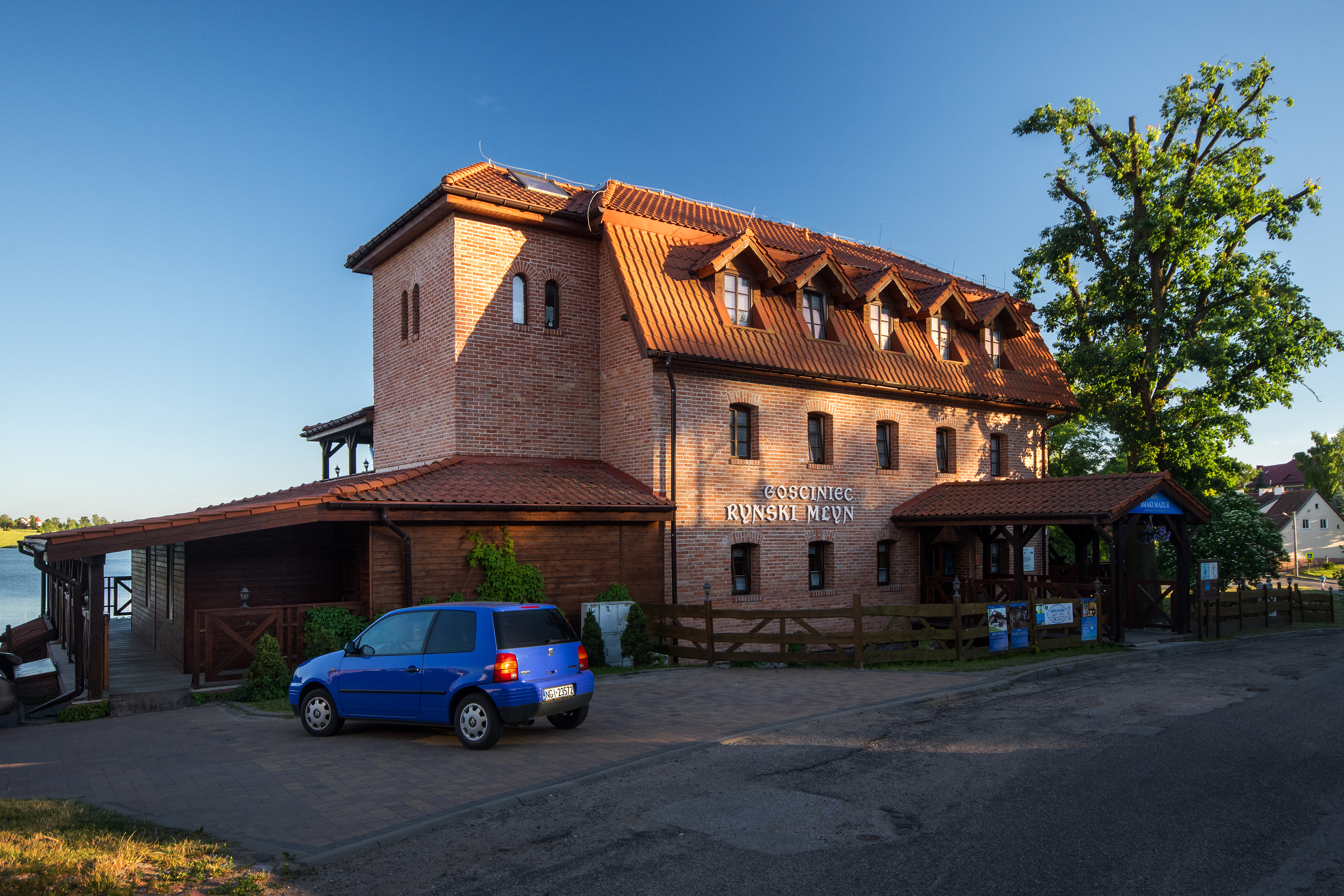
Stary młyn
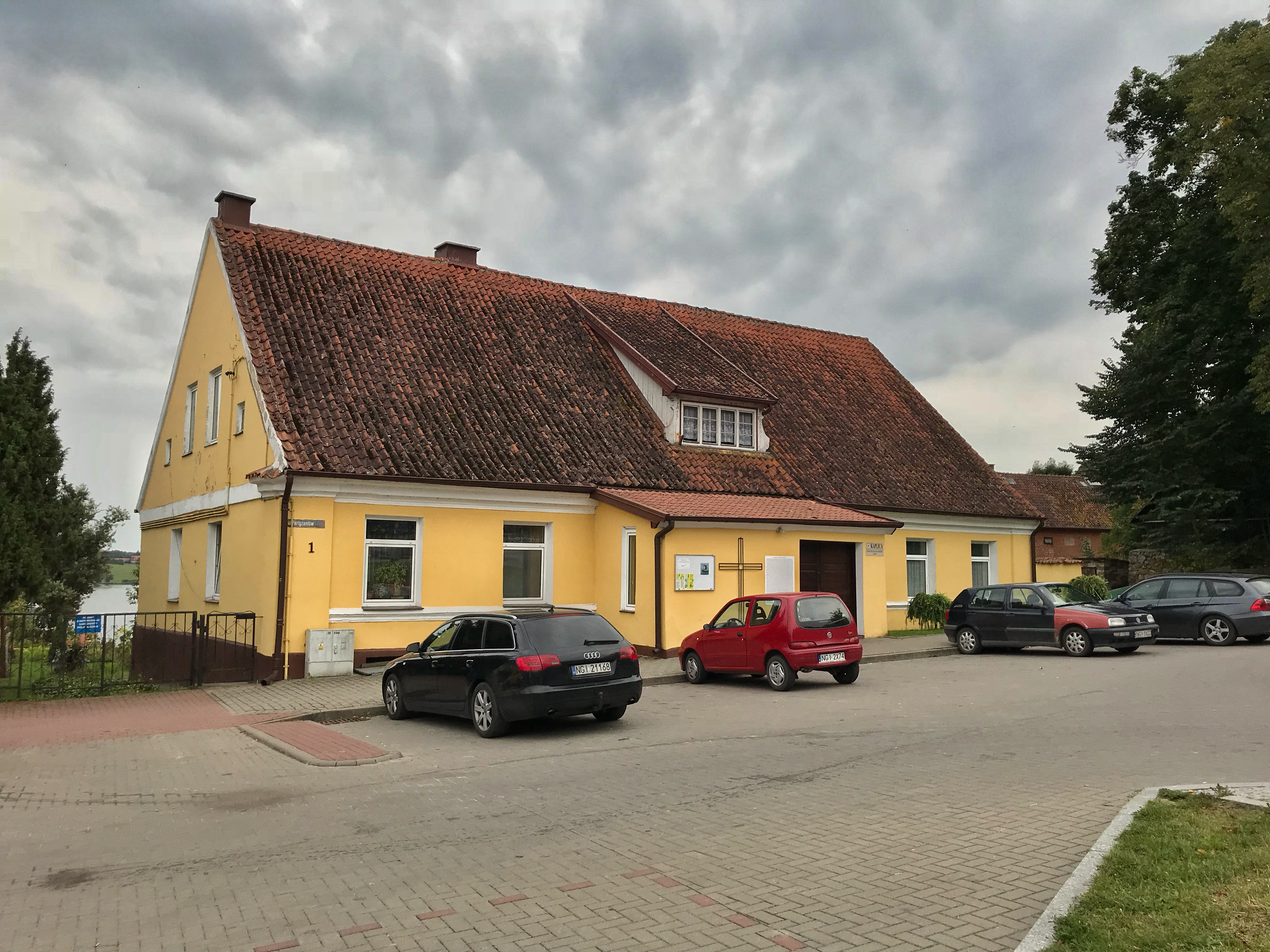
Kaplica ewangelicko-augsburska
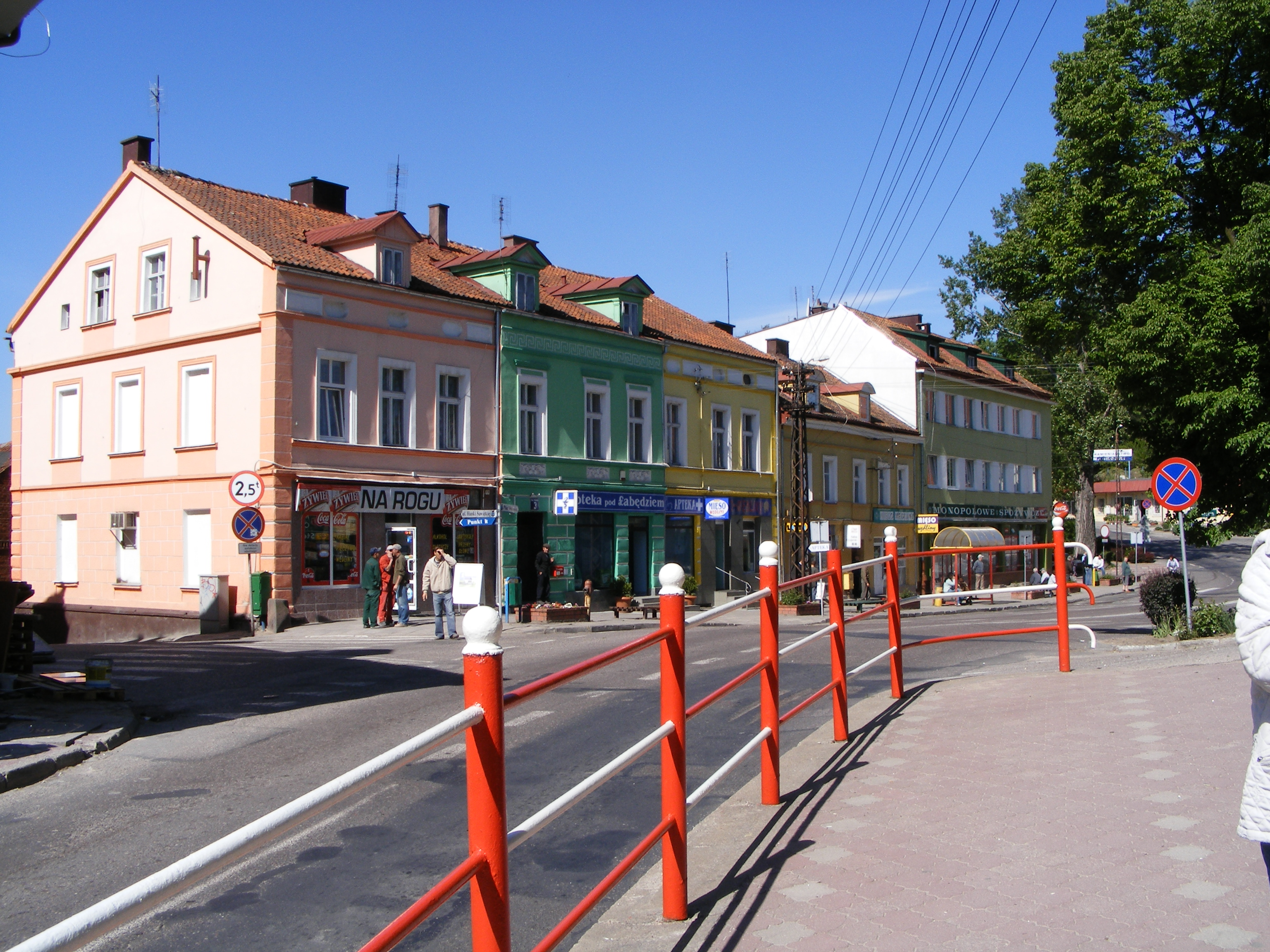
Zabytkowe kamienice w centrum miasta
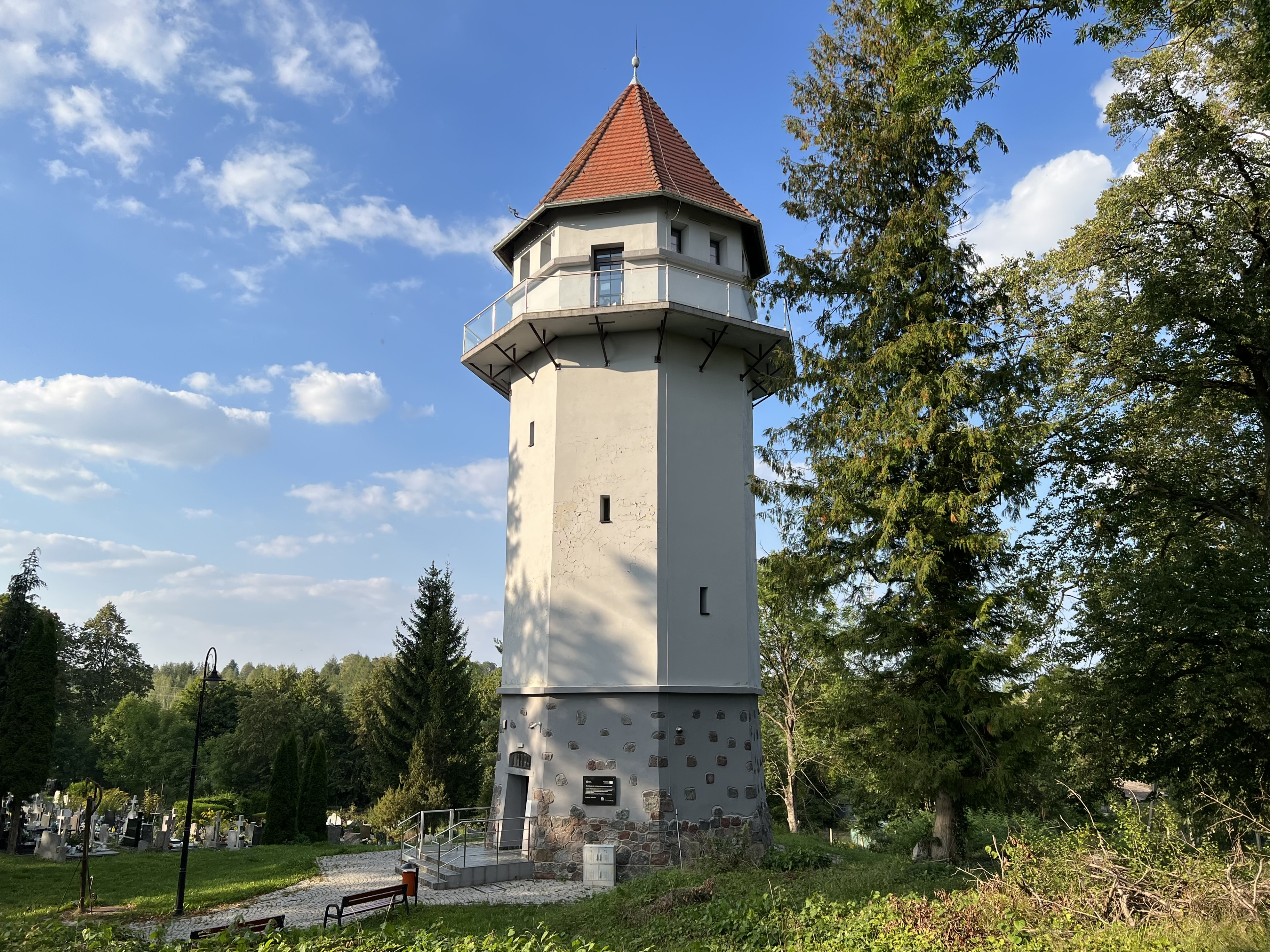
Wieża ciśnień

## Demografia
Według danych z 30 czerwca 2012 roku, miasto liczyło 2974 mieszkańców.

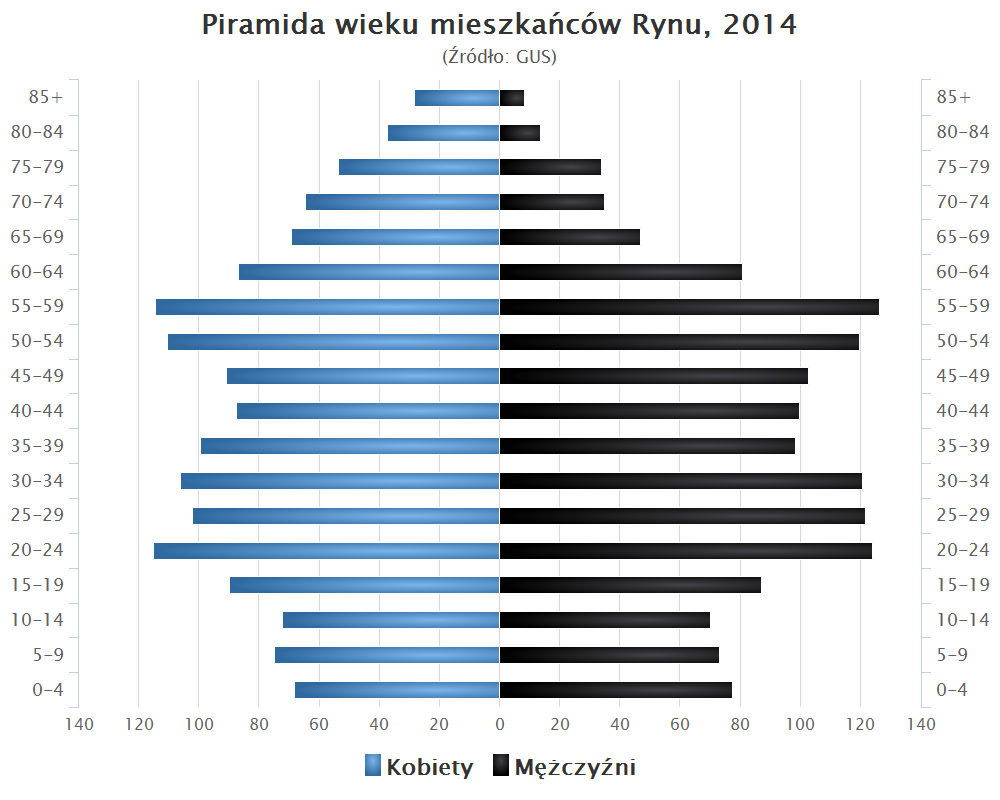
Piramida wieku mieszkańców Rynu w 2014 roku

## Edukacja i nauka

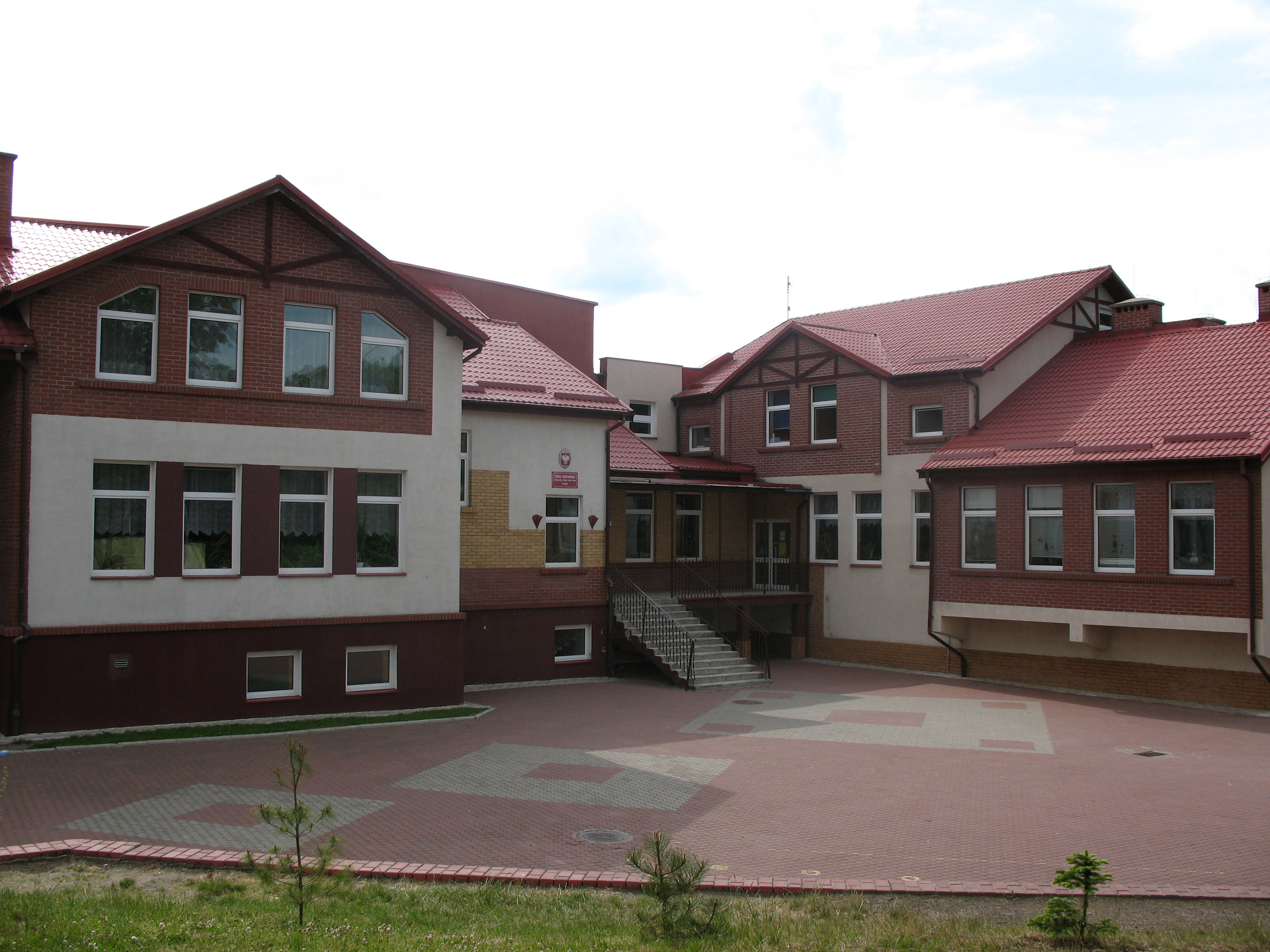
Szkoła Podstawowa

Ryn jest stosunkowo niewielkim ośrodkiem edukacyjnym, lecz jednym z tylko dwóch na terenie gminy Ryn i jednym z pięciu na terenie powiatu giżyckiego. W obszarze miasta obecnie funkcjonuje Zespół Szkolno-Przedszkolny obejmujący:
- Przedszkole Samorządowe w Rynie
- Publiczną Szkołę Podstawową w Rynie im. Bojowników o polskość Warmii i Mazur
- Publiczne Gimnazjum im. Konstantego Ildefonsa Gałczyńskiego (działało do wygaszenia gimnazjów w 2019 roku, potem połączone ze szkołą podstawową)

## Kultura i sport

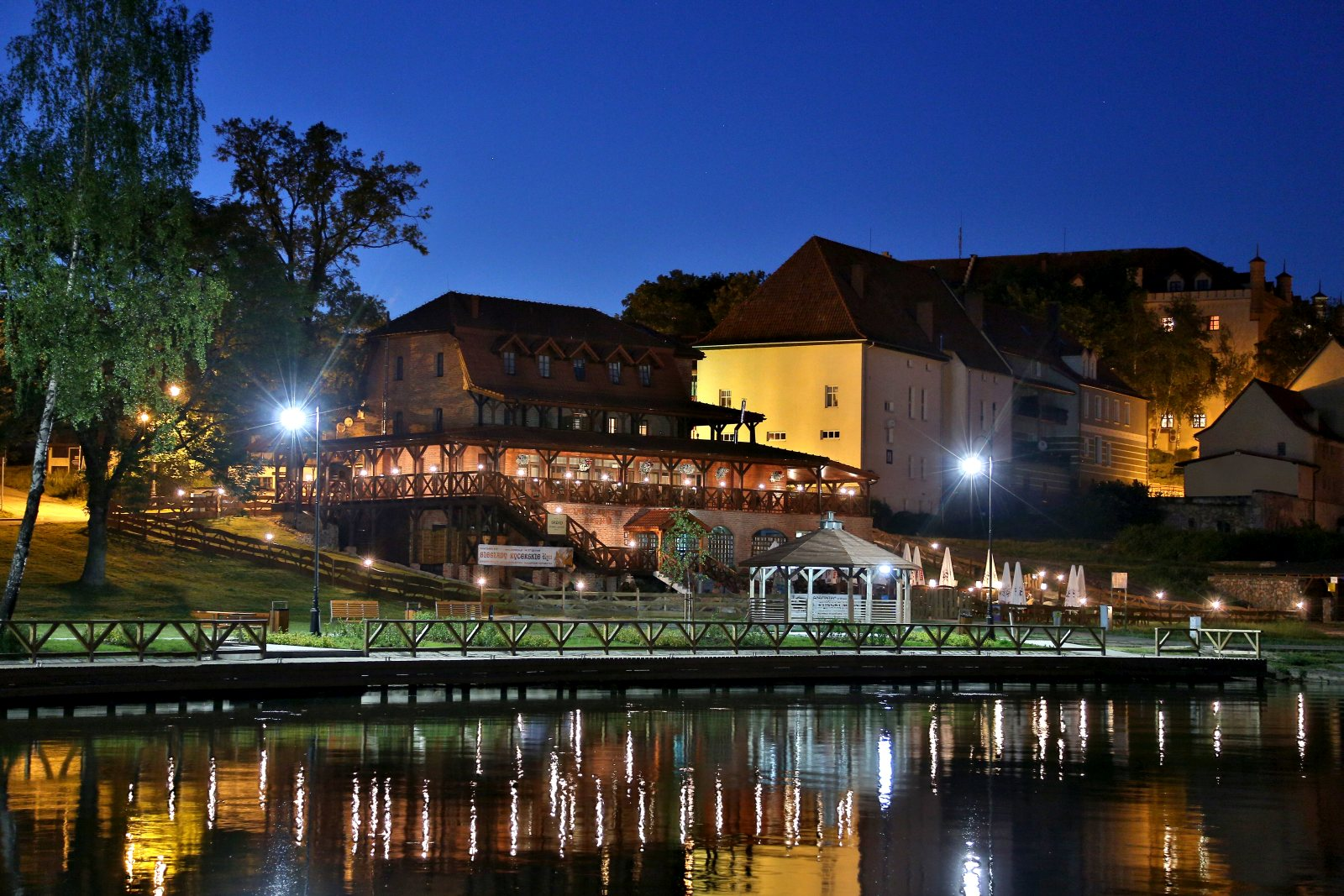
Centrum Rynu od strony ekomariny (Jezioro Ryńskie)

Na terenie miasta funkcjonują placówki kulturalne:
- Regionalny Park Edukacji, Kultury i Turystyki (do 2019 jako Ryńskie Centrum Kultury):
  - Ryńskie Zbiory Muzealne im. Albina Nowickiego – utworzone ze spuścizny Muzeum Regionalnego w Rynie, prezentują eksponaty o charakterze etnograficznym, m.in. jedyną zachowaną na Warmii i Mazurach łódź – dłubankę, krzesło gdańskie, kolekcję kafli (najstarsze z XVIII w.), półkosek z pocz. XIX w., czy też zdobione koronką, arcypraktyczne reformy z klapą. W niszy piwnicznej muzeum zobaczyć można również szczątki zamurowanej żywcem ostatniej czarownicy na Mazurach
  - Biblioteka Publiczna w Rynie (wchodząca w skład od 2019)
  - „Galeria z Latarnią” – galeria sztuki,
  - Punkt Informacji Turystycznej
  - koła zainteresowań dla dzieci i młodzieży – kółko teatralne, dziennikarskie, tańca współczesnego, b-boyingu (break dance), tańca ludowego, plastyczne.

W Rynie działa kilka klubów sportowych:
- Stowarzyszenie Sportowe i Rekreacyjne Pogoń Ryn – klub piłki nożnej
- Ludowy Uczniowski Klub Sportowy Ołów Ryn – klub zapaśniczy
- Klub Strzelecki „Sokół” Ryn

### Wydarzenia i imprezy cykliczne
- Bal Charytatywny organizowany przez Radę Rodziców Szkoły Podstawowej w Rynie – w okresie karnawału
- Festyn Rodzinny – maj/czerwiec
- Turniej Miast Historycznych
- Eksplozja Kolorów – ostatnia sobota czerwca
- Bezpiecznie na Wodzie – ogólnopolska akcja promująca bezpieczeństwo na akwenach – lipiec
- Dni Rynu – koncerty, wesołe miasteczko, jarmark różności, pokazy kulinarne – druga połowa lipca
- Festiwal Kultury Średniowiecza „Masuria” – sierpień
- Dzień Otwarty w Muzeum – 8 sierpnia
- Ryńskie Smalcowanie z Ogórczeniem – sierpień
- UWS Fest – Festiwal muzyki hip-hop – sierpień
- Wyścig o Jelenie Rogi – wyścig kolarski, część cyklu Milko Mazury MTB – sierpień
- Regaty 7 Cudów Mazur – sierpień
- Gminne Dożynki – wrzesień
- Międzynarodowa Niedziela Cittaslow – ostatnia niedziela września
- Festiwal Wina Bachanalia – listopad
- Breakcja – III Ogólnopolski turniej b-boyingu (break-dance) (w latach 2008 - 2011)
- Międzynarodowy Festiwal Filmów Medycznych – listopad (w latach 2013 - 2018)
- Turniej Młodych Kabaretów „O złote jajo łabędzia” – czerwiec (w latach 2011 - 2014)

## Transport
- 642 Sterławki Wielkie – Ryn – Woźnice
- 59 Giżycko – Ryn – Mrągowo – Spychowo – Rozogi

## Wspólnoty wyznaniowe

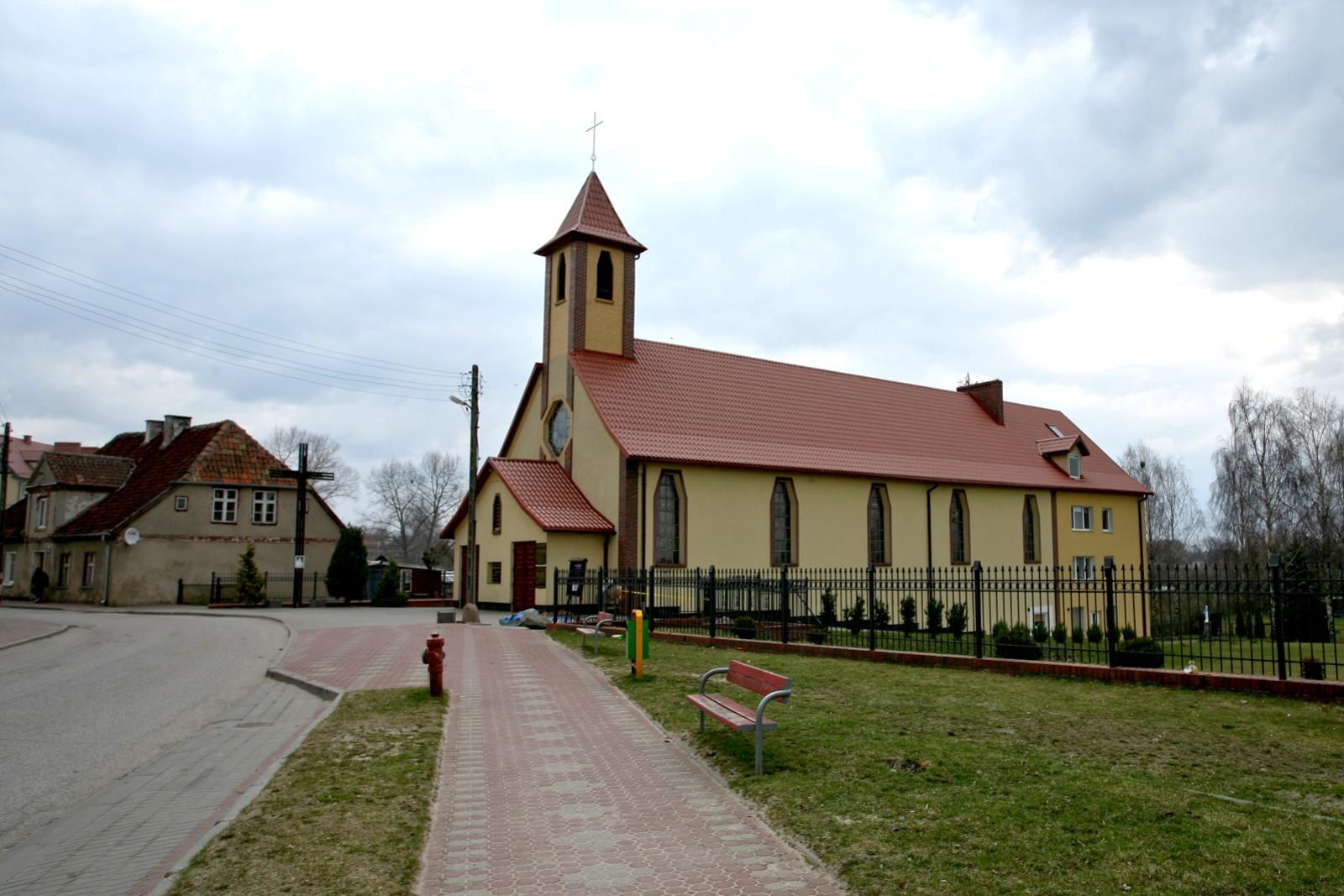
Kościół katolicki pw. Niepokalanego Poczęcia NMP

Na terenie miasta działalność religijną prowadzą następujące kościoły i związki wyznaniowe:
- Kościół rzymskokatolicki
- Kościół Ewangelicko-Augsburski
- Świadkowie Jehowy: zbór Ryn[10].

W mieście niegdyś był cyklicznie organizowany przez księży pallotynów, prowadzących działalność duszpasterską w Rynie, Festyn „Pallotti Day”, który odbywał się zazwyczaj na początku czerwca.

## Współpraca międzynarodowa
Miasta partnerskie:
- Jurbork, Litwa[potrzebny przypis]
- Amt Neuhaus, Niemcy[potrzebny przypis]

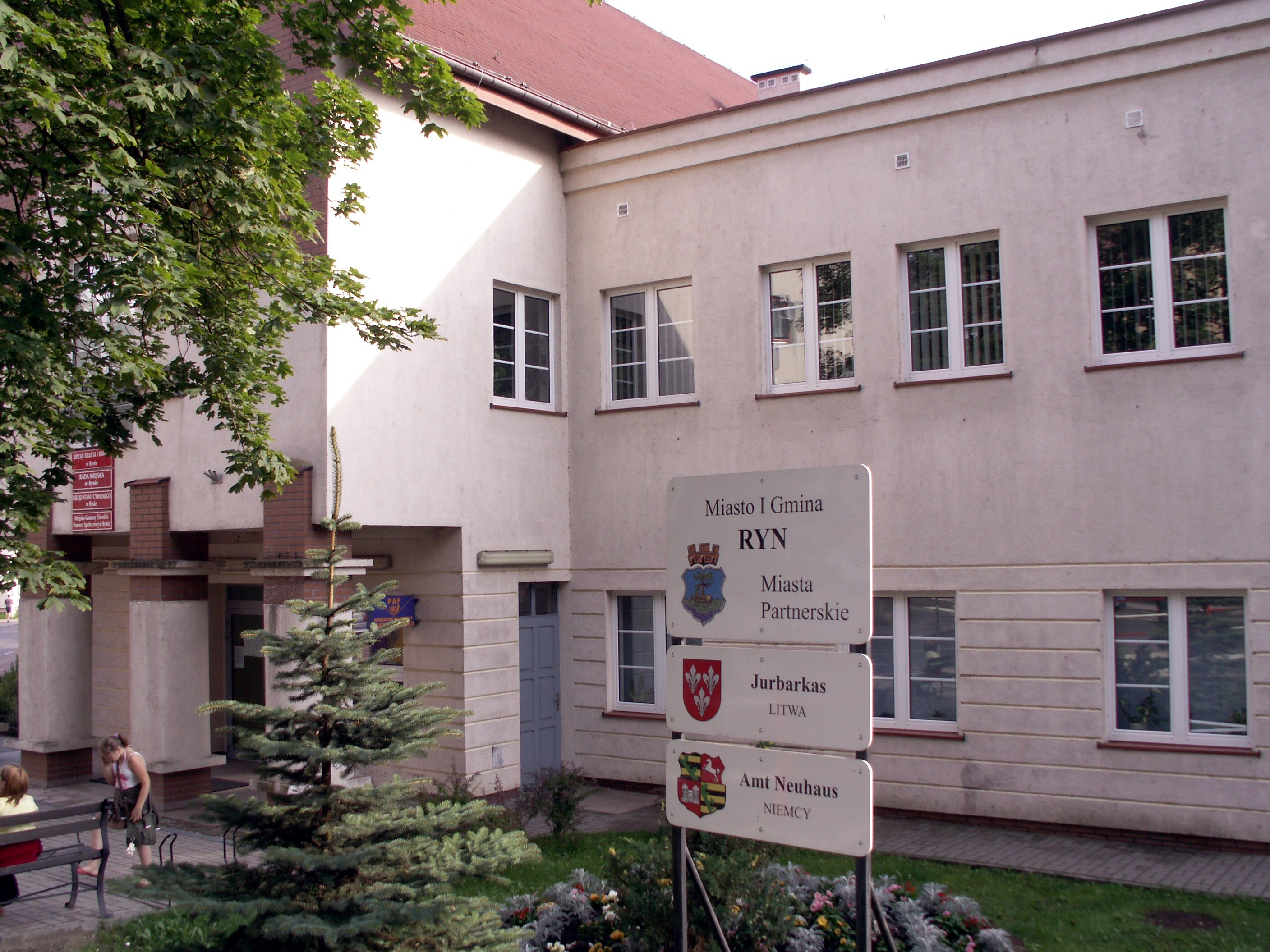
Tablica z nazwami miast partnerskich Rynu

Od 2012 r. Ryn jest członkiem Międzynarodowego Stowarzyszenia Miast – Cittaslow.